# Houdbaarheidssaldo
Het houdbaarheidssaldo van de overheidsfinanciën werd in 2014 in Nederland door het Centraal Planbureau (CPB) geïntroduceerd, om de komende decennia de houdbaarheid van de overheidsuitgaven te bewaken. Speciaal wordt gelet op de uitgaven in de zorg en de sociale zekerheid.
Deze grootheid speelde een belangrijk rol tijdens de coalitieonderhandelingen in 2017 van het kabinet-Rutte III. Tot 2021 is er weliswaar een overschot voorspeld van 13 miljard euro op de rijksbegroting, maar het houdbaarheidssaldo staat maar net in de plus.
Het houdbaarheidstekort werd in 2017 omgebogen tot een overschot van 0,4% van het bruto binnenlands product. Maar in augustus 2017 verlaagde het CPB de prognose van het houdbaarheidssaldo ten opzichte van de raming van maart 2017 van 0,5 naar 0,2%. Dat had een negatief effect op de snelheid van de kabinetsformatie. Bij het doorrekenen van de kabinetsplannen van Rutte III berekende het CPB een tekort van 0,4% in 2021.
Op 17 december bracht het CPB naar buiten dat in 2060 de overheidsfinanciën niet houdbaar zijn. De nieuwe migratiecijfers van het Centraal Bureau voor de Statistiek (CBS) werden niet meegenomen. Het houdbaarheidssaldo is −1,6% bbp. Dat komt neer op een tekort van 16 miljard euro in 2025 volgens het CPB.
De pensioenwereld kent al een aantal jaren een verplichte tegenhanger, die vanaf 2017 in het jaarverslag moet worden opgenomen: de haalbaarheidstoets. Met de haalbaarheidstoets monitort het pensioenfonds of het verwachte pensioenresultaat en het pensioenresultaat in het slechtweerscenario op de hele lange termijn in lijn zijn met de door het pensioenfonds zelf gekozen ondergrenzen.

## Berekeningen houdbaarheidssaldo CPB in de tijd
- 2000: Ageing in the Netherlands −0,7%
- 2003: Tussentijdse partiële update −1,8%
- 2006: Ageing and the sustainability of Dutch public finances −2,6%
- 2010: Vergrijzing verdeeld −4,5%
- 2014: Minder zorg om vergrijzing +0,4%
- 2017: Stand regeerakkoord Rutte III −0,4%
- 2019: Zorgen om morgen −1,6%
- 2020: Centraal Economisch Plan 2020 −0,8%[15]